# Witch window

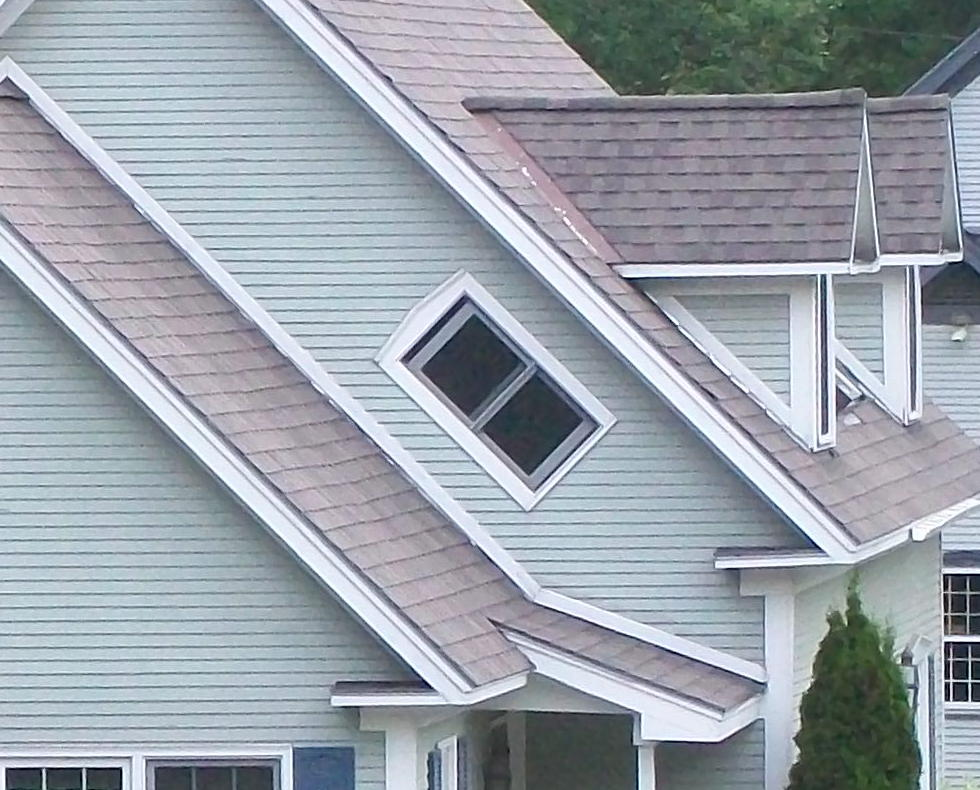
Ventana de bruja o ventana de Vermont.

En la arquitectura popular estadounidense, una ventana de bruja (también conocida como ventana de Vermont, entre otros nombres) es una ventana (normalmente una doble ventana de guillotina, aunque puede ser una ventana abatible sencilla) colocada en una casa y rotada aproximadamente 1/8 de vuelta (45 grados) de la vertical, dejándola en diagonal, con su borde largo paralelo a la pendiente del techo. Esta técnica permite al constructor encajar una ventana de tamaño completo en el espacio de una pared larga y estrecha entre dos líneas de techo adyacentes.
Las ventanas de bruja se encuentran casi exclusivamente en el estado estadounidense de Vermont, generalmente en las partes central y norte del estado (o territorios cercanos).  Están instaladas principalmente en casas de campo del siglo XIX.

## Construcción
Las ventanas lucernarias, las cuales pueden dejar una habitación muy fría, son inusuales en Vermont, particularmente en las construcciones más viejas; las ventanas son mayoritariamente colocadas en paredes. Cuando una casa se amplía, por ejemplo con una ala de cocina o una cabaña modular, puede haber muy poco espacio disponible en el final de la pendiente del techo para poner una ventana, la cual puede ser la única ventana disponible para una habitación en el piso superior (si no hay lucernaria puede ser problemático añadirla, pues puede implicar romper el aislamiento del techo).
La solución es rotar la ventana hasta que su borde largo esté paralelo a la línea del techo cercano, para maximizar el espacio disponible para una ventana. Así, no solo se maximiza la zona de la ventana (con una mayor entrada de luz y aire), sino que se evita el tener que pedir una ventana personalizada. La ventana que se saca de la pared incluso puede ser re-utilizada.
Una explicación alternativa para la orientación de la ventana es que poniendo al menos una de las esquinas de la ventana lo más lejos posible en el interior de la casa, se posibilita que el aire caliente, que sube a la parte superior de la habitación, pueda escapar en días cálidos. Aun así, este razonamiento parece sospechoso, pues Vermont no es tan caliente como muchas otras ubicaciones, mientras las ventanas no están en todas partes. Si el objetivo era dejar salir el calor, las ventanas diagonales podrían ser colocadas en otras paredes también.
La orientación diagonal de la ventana puede complicar la colocación del recubrimiento (como molduras) en la pared donde la ventana está colgada, porque si el recubrimiento es horizontal, se encontrará con el marco de ventana en un ángulo agudo, complicando tanto el cortado del recubrimiento y el aislante de la unión entre marco y recubrimiento. Una solución es orientar todo el recubrimiento de la pared de modo que sea paralelo con el marco de la ventana.

## Etimología
El nombre "ventana de bruja" parece provenir de la superstición de que las brujas no pueden volar con su escoba a través de ventanas inclinadas.
Estas ventanas son también llamadas como "ventanas de ataúd", pero no se sabe si es que realmente fueron usadas para sacar ataúdes de un segundo piso (evitando una escalera estrecha), o si el extraño emplazamiento en la pared era una reminiscencia de un ataúd. Cualquier explicación parece cogida por los pelos.
Son conocidas tanto como "ventanas de Vermont" por su localización, como "ventanas laterales" o "ventanas tumbadas", por su orientación.

## Lectura adicional
- Herbert Wheaton Congdon, Old Vermont Houses: 1763-1850, 1940 (reimpreso 1968, Noone House, Peterborough, N.H.).
- David G. De Long, Helen Searing, y Robert A.M. Stern, eds., American Architecture: Innovation and Tradition, Rizzoli, New York, 1986.
- Thomas C. Hubka, Big House, Little House, Back House, Barn: The Connected Farm Buildings of New England, University Press of New England, Hanover, N.H., 1984.
- Vermont Division for Historic Preservation, A Guide to Vermont Architecture, reimpreso 1996, Montpelier, Vermont.